# Фемке Мерел ван Котен
Фемке Мерел ван Котен-Аріссен (нід. Femke Merel van Kooten-Arissen; нар. 9 листопада 1983 р.) — нідерландська політична діячка, колишній член Палати представників.
Вперше вона була обрана на загальних виборах 2017 року, на яких була членом Партії тварин (PvdD). З 15 жовтня 2018 року по 4 лютого 2019 року перебувала у декретній відпустці з парламенту.
16 липня 2019 року вона вийшла з PvdD і стала незалежним депутатом. У грудні 2019 року вона приєдналася до 50Plus, але залишилася незалежним депутатом. Вона покинула 50Plus у травні 2020 року разом з його лідером Генком Кролом, створивши Партію майбутнього (PvdT).
Приблизно через три місяці, на початку серпня 2020 року, вона покинула PvdT проти злиття з Group Otten, партією, створеною колишніми членами ультраправого Форуму за демократію. Злиття було організовано Генком Кролом без її відома. Вона знову стала незалежним депутатом і залишається такою до кінця парламентського терміну. Партія майбутнього була остаточно розпущена до кінця 2020 року.
На загальних виборах у 2021 році ван Котен створила власну партію під назвою Сплінтер і була її лідеркою. Проте Сплінтер отримала лише 30 000 голосів, що менше половини з 70 000 бар'єру, необхідного для отримання місця. У результаті вона не повернулася до Палати представників.